# 紫香樂宮
紫香乐宫（日语：紫香楽宮/信楽宮，しがらきのみや）是指日本奈良时代圣武天皇在近江国甲賀郡（現在的滋贺县甲賀市信乐町）建立的离宫。之后更名为甲贺宫（こうかのみや）并成为了首都。

## 概要

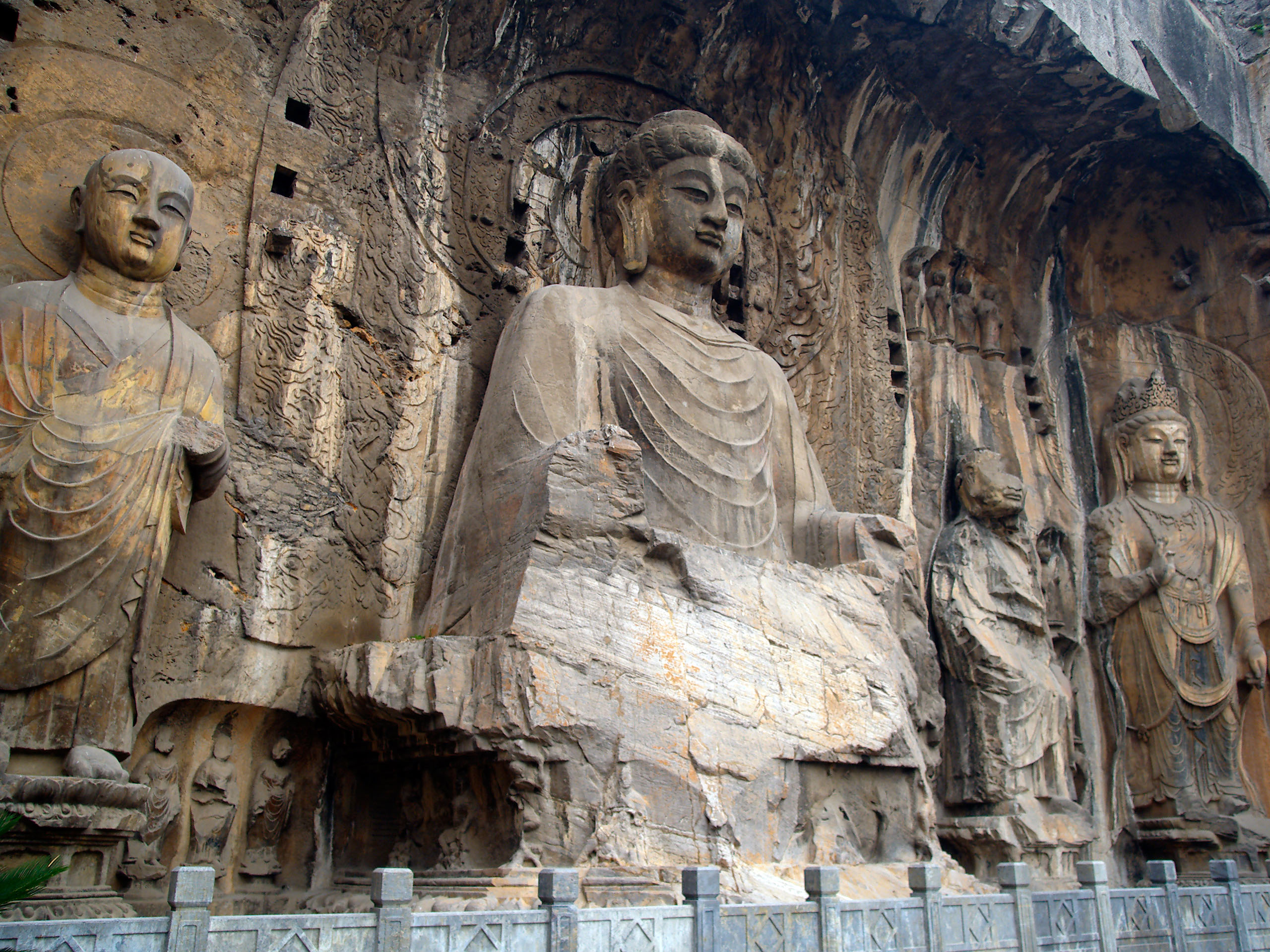
龙门石窟的毘卢遮那佛像

### 紫香乐宫
在740年（天平12年）的藤原广嗣之乱中，圣武天皇迁都于恭仁京（現在的京都府木津川市加茂町附近）。742年（天平14年）在近江国甲賀郡紫香乐村建造紫香乐宫。
翌年743年（天平15年）10月，在紫香乐建造了卢舍那大佛。这和唐朝洛阳龙门石窟的影响有关。12月，终止建筑恭仁宫并继续建造紫香乐宫。

### 甲贺宫
744年（天平16年），新乐宫更名甲贺宫、11月在甲贺寺建造了卢舍那大佛的骨架。
745年（天平17年）1月甲贺宫成为了首都。但是到现在紫香乐京的范围仍未确定。但是因为人臣和反对和天灾连连，同年5月迁都回平城京。根据甲贺寺卢舍那大佛制造计划，日后建造完成了日本著名的奈良大佛。

## 宫名更变
根据正仓院的文书，记载有「信乐宫」书籍的有3件但没有一件记载有「紫香乐」。这可能是更《续日本纪》得修辞有关。744年（天平16年），单一的离宫与甲贺寺合并后成为首都并宫名从「信乐宫」（《续日本纪》中注为「紫香乐宫」）更名为「甲贺宫」。

## 宫殿遗迹

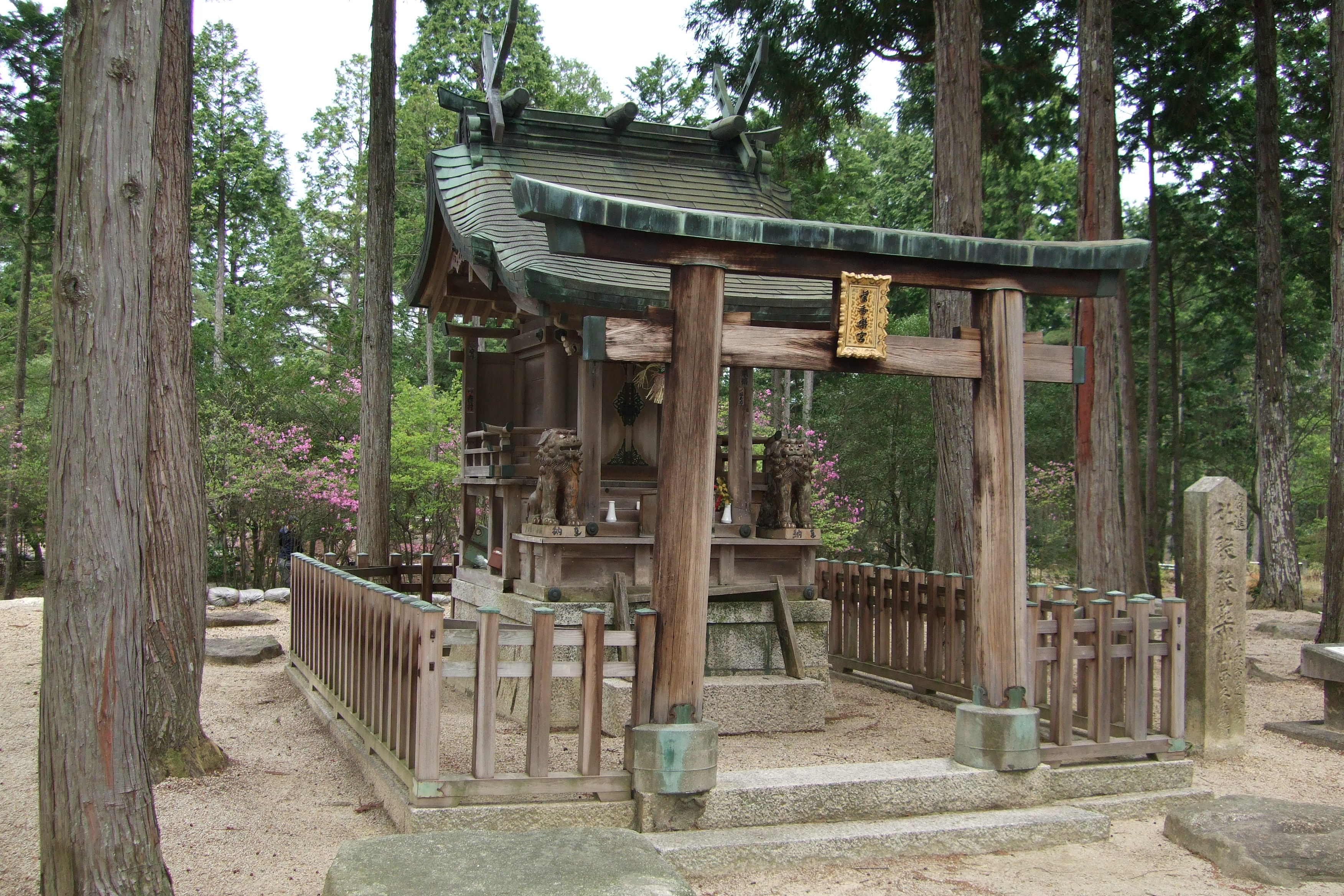
紫香乐宫（甲贺寺）遗迹

国史遗迹・紫香乐宫遗迹的北边約1km的位置发现了大規模的遗迹建筑群和出土了大量记录税收的竹简，从而有力的证明了这里是紫香乐宫遗迹。
現在当地还保留了「宮町」、「勅旨」、「内裏野」等地名，这些都紫香乐宫里的遗存的宫名。